# System funkcjonalnie pełny
System funkcjonalnie pełny – taki zbiór funkcji boolowskich, dla którego dowolna funkcja boolowska może być przedstawiona za pomocą funkcji należących do tego zbioru i argumentów funkcji.
Funkcje sumy, iloczynu i negacji tworzą tzw. podstawowy system funkcjonalnie pełny. Nie jest to jednak system minimalny. Systemy funkcjonalnie pełne tworzą również:
- iloczyn i negacja (suma może zostać wyeliminowana dzięki prawu De Morgana)
- suma i negacja (analogicznie jak wyżej)
- funkcja Sheffera (NAND) (jak wyżej oraz ponieważ {\displaystyle {\overline {a}}={\overline {a\cdot a}}})
- funkcja Peirce'a (NOR) ({\displaystyle {\overline {a}}={\overline {a+a}}}).